# Campeonato Uruguaio de Futebol de 1967 – Segunda Divisão
O Campeonato Uruguaio de Segunda Divisão de 1967, também conhecido oficialmente como Campeonato Uruguayo de Primera División "B" de 1967 ou simplesmente como Primera "B" de 1967, foi a vigésima sexta edição do torneio de segundo nível do futebol profissional do Uruguai. O River Plate conquistou seu segundo título da categoria com campanha invicta (11 vitórias e 7 empates), garantindo o acesso à primeira divisão, enquanto o Mar de Fondo foi rebaixado pelo sistema de promedios.

## Regulamento
O torneio manteve o formato com dez equipes. Cada clube enfrentou os demais duas vezes (turno e returno), totalizando 18 rodadas. O sistema de pontuação atribuía:
- 2 pontos por vitória
- 1 ponto por empate
- 0 pontos por derrota

O acesso foi decidido por:
- Promoção automática: O campeão (1º colocado) ascendeu diretamente à primeira divisão.

O rebaixamento utilizou o critério de promedios (média de desempenho em duas temporadas):
- Para clubes presentes em 1966 e 1967: média aritmética dos pontos
- Para casos especiais:
  - Rentistas (promovido em 1966): apenas pontuação de 1967
  - Wanderers (rebaixado em 1966): apenas pontuação de 1967

O lanterna no promedio foi rebaixado à terceira divisão.

## Participantes
- Bella Vista, Central, Colón, La Luz, Mar de Fondo, Progreso, River Plate e Uruguay Montevideo: Permaneceram da temporada anterior.
- Wanderers: Rebaixado da primeira divisão em 1966
- Rentistas: Promovido da terceira divisão em 1966

## Classificação Final
O River Plate conquistou seu segundo título da Segunda Divisão Profissional Uruguaia em 1967 com campanha invicta, somando 29 pontos em 18 jogos (11 vitórias e 7 empates), com vantagem de 2 pontos sobre o vice-campeão La Luz.
| #   | Equipe             | PTS | J  | V  | E | D  | GP | GC | SG  | Classificação          |
| --- | ------------------ | --- | -- | -- | - | -- | -- | -- | --- | ---------------------- |
| 1º  | River Plate        | 29  | 18 | 11 | 7 | 0  | 36 | 9  | 27  | Promovido como CAMPEÃO |
| 2º  | La Luz             | 27  | 18 | 11 | 5 | 2  | 31 | 12 | 19  |                        |
| 3º  | Wanderers          | 21  | 18 | 7  | 7 | 4  | 28 | 18 | 10  |                        |
| 4º  | Bella Vista        | 20  | 18 | 7  | 6 | 5  | 24 | 18 | 6   |                        |
| 5º  | Central            | 20  | 18 | 7  | 6 | 5  | 21 | 20 | 1   |                        |
| 6º  | Rentistas          | 15  | 18 | 5  | 5 | 8  | 22 | 22 | 0   |                        |
| 7º  | Progreso           | 14  | 18 | 4  | 6 | 8  | 18 | 33 | −15 |                        |
| 8º  | Uruguay Montevideo | 12  | 18 | 4  | 4 | 10 | 22 | 36 | −14 |                        |
| 9º  | Mar de Fondo       | 11  | 18 | 4  | 3 | 11 | 16 | 31 | −15 |                        |
| 10º | Colón              | 11  | 18 | 4  | 3 | 11 | 15 | 34 | −19 |                        |

| Fonte: Segunda División Profesional (em castelhano) |

### Médias de rebaixamento (1966–1967)
O Mar de Fondo foi rebaixado por ter a pior média no sistema de promedios (média de pontos) entre as temporadas de 1966 e 1967.
| #   | Equipe             | PTS | J  | V  | E  | D  | GP | GC | SG  | Média | Rebaixamento        |
| --- | ------------------ | --- | -- | -- | -- | -- | -- | -- | --- | ----- | ------------------- |
| 1º  | River Plate        | 54  | 36 | 22 | 10 | 4  | 68 | 25 | 43  | 27.0  |                     |
| 2º  | La Luz             | 46  | 36 | 18 | 10 | 8  | 50 | 30 | 20  | 23.0  |                     |
| 3º  | Wanderers          | 21  | 18 | 7  | 7  | 4  | 28 | 18 | 10  | 21.0  |                     |
| 4º  | Central            | 39  | 36 | 13 | 13 | 10 | 46 | 41 | 5   | 19.5  |                     |
| 5º  | Bella Vista        | 38  | 36 | 13 | 12 | 11 | 45 | 36 | 9   | 19.0  |                     |
| 6º  | Rentistas          | 15  | 18 | 5  | 5  | 8  | 22 | 22 | 0   | 15.0  |                     |
| 6º  | Progreso           | 30  | 36 | 10 | 10 | 16 | 36 | 54 | −18 | 15.0  |                     |
| 8º  | Colón              | 28  | 36 | 10 | 8  | 18 | 31 | 50 | −19 | 14.0  |                     |
| 9º  | Uruguay Montevideo | 27  | 36 | 8  | 11 | 17 | 41 | 67 | −26 | 13.5  |                     |
| 10º | Mar de Fondo       | 25  | 36 | 8  | 9  | 19 | 32 | 55 | −23 | 12.5  | Rebaixado por Média |

| Fonte: Segunda División Profesional (em castelhano) |

## Estatísticas

### Artilharia
- Joffre O. Zubia (River Plate) — 11 gols.[7]